# Jiangpu Lu
Jiangpu Lu (chiń. 江浦路站) – stacja początkowa metra w Szanghaju, na linii 8. Zlokalizowana jest pomiędzy stacjami Huangxing Lu i Anshan Xincun. Została otwarta 29 grudnia 2007.